# Quincy (Weinbaugebiet)
Das Weinbaugebiet Quincy ist Teil der Weinbauregion Loire. Das Gebiet liegt in der verlängerten Achse der Gebiete von Sancerre und Menetou-Salon. Etwas weiter westlich schließt sich das Gebiet von Reuilly an. Die Appellationen Pouilly-Fumé, Sancerre, Menetou-Salon, Quincy und Reuilly bilden eine Achse.

## Lage
Die Nähe zur Stadt Bourges sowie die für den Weinbau günstigen Kalksteinböden, die ähnlich wie die im 60 km entfernt gelegenen Sancerre sind, wirkten sich begünstigend auf die Entwicklung des Weinbaus aus. Heute sind 223 Hektar (Stand 2005) von insgesamt 1000 Hektar zugelassenen Reblands bestockt. Die Fläche verteilt sich auf die Gemeinden Quincy (die namensgebende Gemeinde) und Brinay. Der Wein verfügt seit dem 6. August 1936 über den Status einer Appellation d’Origine Contrôlée (AOC). 25 Winzer teilen sich die Rebfläche. Im Jahr 2006 wurden insgesamt 12.283 Hektoliter Wein erzeugt.

## Weine
Es werden ausschließlich Weißweine aus der Rebsorte Sauvignon Blanc gekeltert. Es handelt sich um frische, würzige Weine, die jung getrunken werden sollten. Nur die Weine, die aus Flächen mit einem höheren Lehmanteil stammen, brauchen eine längere Flaschenreife von ca. 3–5 Jahren. Die Weine sollten bei einer Trinktemperatur von 10 bis 12 °C genossen werden. Die Ertragsbeschränkung liegt bei 60 Hektoliter/Hektar, kann aber in Ausnahmefällen auf bis zu 75 Hektoliter/Hektar angehoben werden. Das Mindest-Mostgewicht liegt bei 153 g/l Zucker. Der entsprechende Mindest-Alkoholgehalt bei 10,5 Volumenprozent.

## Geschichte
Die Geschichte des Weinbaus von Quincy ist sehr alt. Der Legende nach belieferten bereits die Bituriges Cubi den Wein ihrer Region, zu dem auch Quincy zählte, an die Bituriges Vivisci in der Region um Bordeaux. Schriftlich erwähnt ist das Anbaugebiet in einer Bulle aus dem Jahr 1120. Später brachten die Mönche von Kloster Cîteaux den Sauvignon Blanc in die Gegend.
Die Vorliebe von Johann von Berry und Karl VII. für diesen Wein erbrachten ihm den Ruf eines exzellenten Weins.